# Буркгарт Мюллер-Гіллебранд
Герман Буркгарт Мюллер, з 1921 року — Мюллер-Гіллебранд (нім. Hermann Burkhart Müller-Hillebrand; 26 грудня 1904, Дусс — 16 лютого 1987, Фройденштадт) — німецький штабний офіцер, генерал-майор вермахту, генерал-лейтенант бундесверу. Кавалер Німецького хреста в золоті. 

## Біографія
Син оберстлейтенанта Прусської армії Германа Мюллера (1859 — 1914) та його дружини Катерини, уродженої Зелігер (1865 — 1949). Батько Буркгарта загинув у бою на початку Першої світової війни.
Після отримання атестату зрілості 5 квітня 1923 року вступив в 16-й кавалерійський полк у Гофгайсмарі. В 1926/34 роках — офіцер кавалерії і полковий ад'ютант. В 1934/36 роках навчався у Військовій академії в Берліні і потім до початку Другої світової війни займався організаційними та мобілізаційними завданнями у 2-му відділі Генштабу ОКГ.
З 1939 до середини 1940 року — офіцер Генштабу 93-ї піхотної дивізії. Після Французької кампанії був переведений в Берлін, де до весни 1942 року служив ад'ютантом начальника генерального штабу армії генерал-полковника Франца Гальдера. Потім, після низки нових штабних призначень, Мюллер-Гіллебранд пройшов навчання в училищі бронетанкових військ у Вюнсдорфі і в 1-му танковому полку. З 2 лютого по 4 травня 1943 року виконував обов'язки командира 16-ї танкової дивізії, після чого до кінця 1943 року був командиром 24-го танкового полку. Учасник Німецько-радянської війни. В 1944 році деякий час служив в 46-му танковому корпусі. З 1 вересня 1944 року — начальника Генштабу 3-ї танкової армії. 3 травня 1945 року взятий в полон британськими військами. 30 вересня 1947 року переданий американській окупаційній владі. В січні 1948 року звільнений.
29 листопада 1955 року вступив в бундесвер і був призначений заступником начальника відділу кадрів Федерального міністерства оборони. Після розбіжностей із міністром оборони Францем Йозефом Штраусом у питанні призначення деяких військових посад, на початку грудня 1957 року Мюллер-Гіллебранд був переведений в Ганновер і призначений заступником командира 1-ї танкової дивізії. З 1 квітня 1959 року — командир своєї дивізії. 1 квітня 1961 року переведений в Париж і призначений заступником начальника штабу з планів і стратегії Верховного головнокомандування ОЗС НАТО в Європі. 31 березня 1965 року остаточно пішов на пенсію.

## Сім'я
25 квітня 1939 року одружився з Барбарою Вешке (1913 — 2003). В пари народились син і дочка.

## Звання
- Фанен-юнкер (5 квітня 1923)
- Фенріх (1925)
- Лейтенант (1 грудня 1926)
- Оберлейтенант (1 лютого 1929)
- Ротмістр (1 листопада 1934)
- Гауптман Генштабу (15 січня 1938)
- Майор Генштабу (1 лютого 1941)
- Оберстлейтенант Генштабу (1 березня 1942)
- Оберст (1 листопада 1943)
- Генерал-майор (1 березня 1945)
- Оберст (29 листопада 1955)
- Бригадний генерал (23 грудня 1955)
- Генерал-майор (24 жовтня 1959)
- Генерал-лейтенант (18 березня 1961)

## Нагороди
- Медаль «За вислугу років у Вермахті» 4-го і 3-го класу (12 років)
- Залізний хрест 2-го і 1-го класу
- Нагрудний знак «За танкову атаку»
- Орден Хреста Свободи 2-го класу з мечами (Фінляндія; 25 червня 1942)
- Німецький хрест в золоті (11 лютого 1944)
- Орден «За заслуги перед Федеративною Республікою Німеччина», великий офіцерський хрест